# Itamarandiba
Itamarandiba é um município brasileiro no interior do estado de Minas Gerais, Região Sudeste do país. Possui uma área de cerca de 2 740 km², sendo um dos principais municípios do Alto Vale do Jequitinhonha. Sua população foi estimada em 32 948 pelo IBGE em 2022.
Itamarandiba estende-se sobre os domínios do bioma Mata Atlântica, a leste, e Cerrado. O relevo é marcado pelas grandes chapadas e pela Serra do Espinhaço (Reserva da Biosfera da UNESCO).

## História
A origem do município remonta ao século XVII, com a empresa do bandeirante Fernão Dias, o " Governador das Esmeraldas" que na região aportou ainda no século XVII, no processo de expansão da América Portuguesa. Inicialmente conhecida como São João Batista, Itamarandiba foi elevada a distrito em 1840, emancipando-se, finalmente em 1862. No município ainda há inscrições pré-históricas situadas no Sítio Arqueológico de Campos das Flores, no distrito de Penha de França. A etimologia da palavra é de origem indígena e significa "pedra miúda que rola juntamente com as outras".

## Geografia
De acordo com a divisão regional vigente desde 2017, instituída pelo IBGE, o município pertence às Regiões Geográficas Imediata de Capelinha e Intermediária de Teófilo Otoni. Até então, com a vigência das divisões em microrregiões e mesorregiões, fazia parte da microrregião de Capelinha, que por sua vez estava incluída na mesorregião do Jequitinhonha.

### Hidrografia
O município de Itamarandiba é considerado a "caixa d'água" do Vale do Jequitinhonha por corresponder, junto a outros municípios da região, por grande parte do volume de água do Rio Araçuaí; servindo populações como a da cidade de Araçuaí, cidade pólo do Médio Jequitinhonha.
O município de Itamarandiba possui grande número de nascentes, córregos e rios que são tributários da Bacia do Rio Jequitinhonha, além de outros que são tributários da bacia hidrográfica do Rio Doce, estes últimos localizados mais a leste.
Principais mananciais

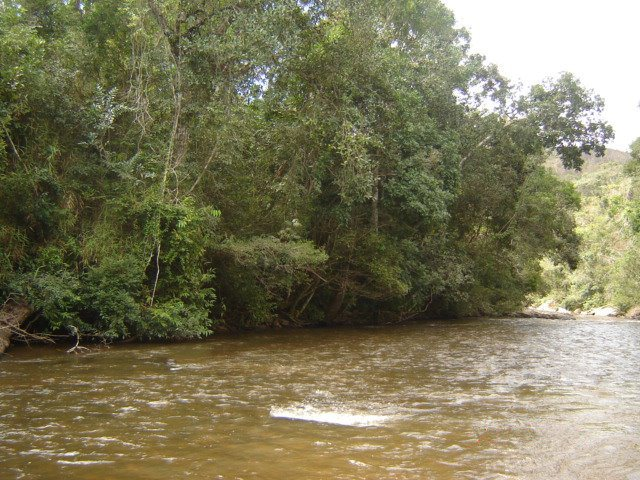
Rio Itamarandiba

- Rio Araçuaí: este rio nasce no município de Rio Vermelho, numa das mais belas paisagens do Alto Jequitinhonha;
- Rio Itamarandiba: o Rio Itamarandiba possui duas grandes nascentes que, após longo percurso no município, se encontram formando o leito principal do Rio Itamarandiba, que é um dos principais rios do Alto Jequitinhonha, promovendo a integração regional, entre os municípios de Itamarandiba, Capelinha, Veredinha, Turmalina, Aricanduva, entre outras localidades;
- Rio São João: este manancial tem suas cabeceiras próximas ao perímetro urbano de Itamarandiba, o que todavia facilita a captação de água para abastecimento da cidade, entretanto sofre com os impactos ambientais negativos, como a poluição;
- Rio Itacarambi: utilizado largamente pela atividade cafeeira e de grande importância econômica e ambiental no município;
- Ribeirão Santo Antônio: tem sua foz no Rio Araçuaí e sofre, assim como os demais rios, com as agressões ambientais.

### Vegetação

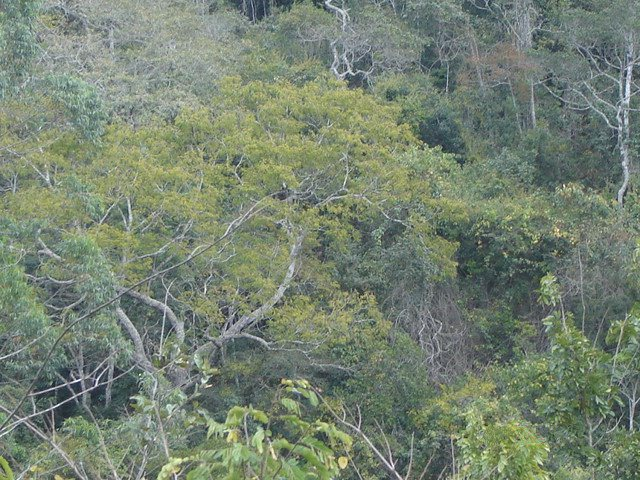
Mata Atlântica

O município de Itamarandiba possui cobertura vegetal de dois grandes biomas brasileiros, a Mata Atlântica e o cerrado. Nos domínios da Serra do Espinhaço - Reserva da Biosfera/UNESCO, é possível encontrar matas de galeria, campos rupestres, extensas áreas de Cerrado e fragmentos da Mata Atlântica.
Apesar do incremento das atividades de extração vegetal e silvicultura, representativos do desflorestamento para produção do carvão vegetal a partir de matas nativas e plantadas e da apresentação de Itamarandiba no 1º (primeiro) lugar no Ranking do desmatamento da Mata Atlântica em Minas Gerais no período analisado até 2005, como revelou o INEP, o município ainda detém significativas áreas de cobertura vegetal, que todavia requerem prevenção e proteção.

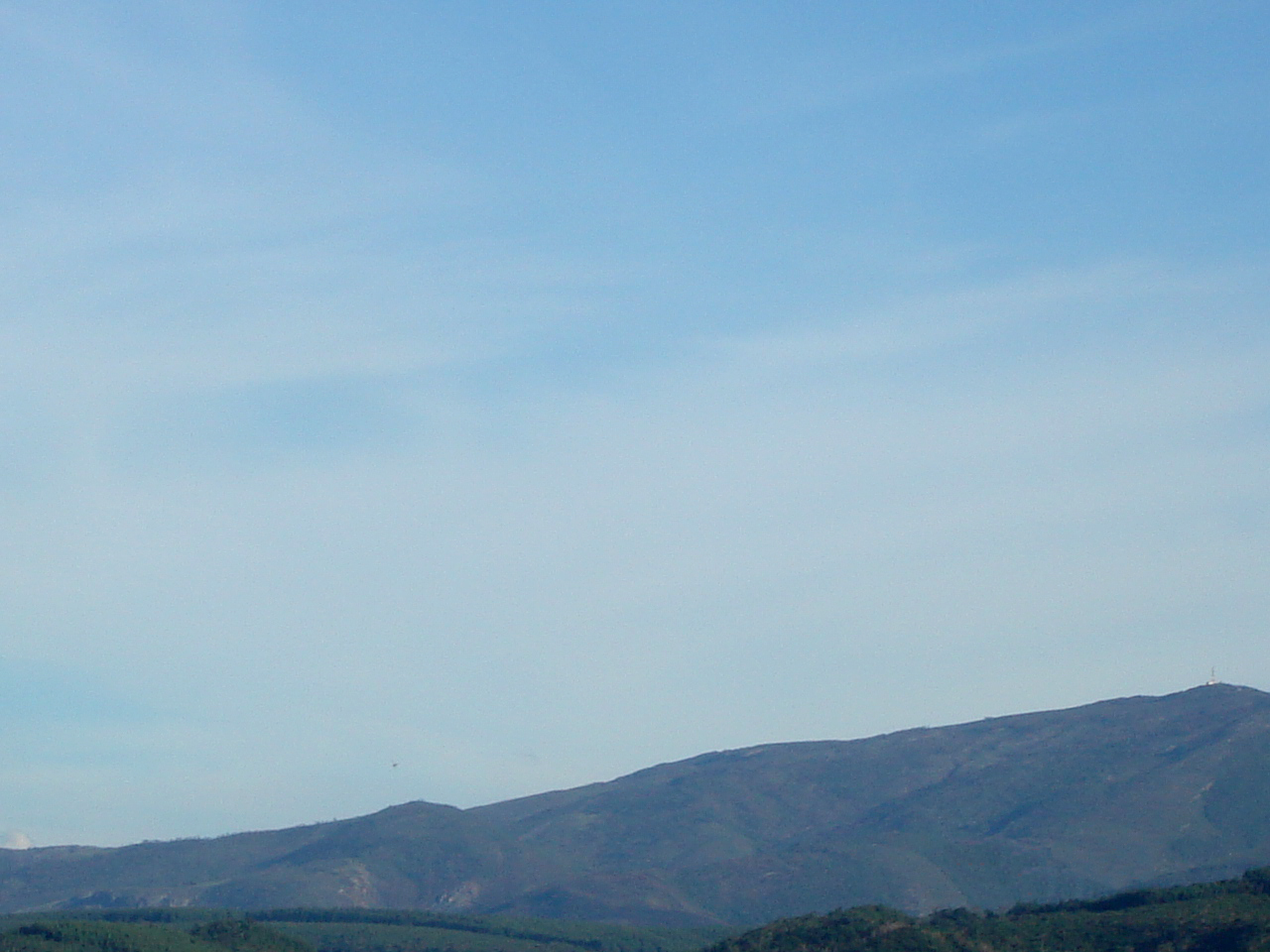
Parque Estadual da Serra Negra
O Parque Estadual da Serra Negra é uma das mais belas unidades de conservação do nordeste de Minas Gerais. A unidade de conservação (fechada) foi criada em 1998 a partir do Decreto nº 39.907 de 22 de setembro de 1998. Sua área é de 13.654 ha e tem, como representativo de sua fauna e flora, o lobo-guará e as Canelas D'ema Gigantes, respectivamente, são dois símbolos da unidade de conservação. De grande exuberância e de importância vital para os Vales do Jequitinhonha e Rio Doce, o Parque Estadual da Serra Negra é um atrativo a parte em Itamarandiba e compõe o Mosaico do Espinhaço Meridional de unidades de conservação.

### Clima
Segundo dados do INMET, referentes ao período de 1962 a 1988 e a partir de 1991, a menor temperatura registrada em Itamarandiba foi de 3,1 °C em 20 de maio de 2022, porém o recorde mínimo absoluto, de 1 °C, foi registrado antes desse período, em 25 de julho de 1928. Já a maior temperatura atingiu 38 °C em 24 de novembro de 2023. O maior acumulado de precipitação em 24 horas foi de 165,4 mm em 1º de janeiro de 1981, seguido por 160,5 mm em 4 de fevereiro de 1979. Dezembro de 2013, com 819,8 mm, foi o mês de maior precipitação, superando os 657 mm em janeiro de 1985.
| Dados climatológicos para Itamarandiba (OMM: 83488)                                                                      | Dados climatológicos para Itamarandiba (OMM: 83488) | Dados climatológicos para Itamarandiba (OMM: 83488) | Dados climatológicos para Itamarandiba (OMM: 83488) | Dados climatológicos para Itamarandiba (OMM: 83488) | Dados climatológicos para Itamarandiba (OMM: 83488) | Dados climatológicos para Itamarandiba (OMM: 83488) | Dados climatológicos para Itamarandiba (OMM: 83488) | Dados climatológicos para Itamarandiba (OMM: 83488) | Dados climatológicos para Itamarandiba (OMM: 83488) | Dados climatológicos para Itamarandiba (OMM: 83488) | Dados climatológicos para Itamarandiba (OMM: 83488) | Dados climatológicos para Itamarandiba (OMM: 83488) | Dados climatológicos para Itamarandiba (OMM: 83488) |
| Mês | Jan                                                 | Fev                                                 | Mar                                                 | Abr                                                 | Mai                                                 | Jun                                                 | Jul                                                 | Ago                                                 | Set                                                 | Out                                                 | Nov                                                 | Dez                                                 | Ano                                                 |
| --- | --------------------------------------------------- | --------------------------------------------------- | --------------------------------------------------- | --------------------------------------------------- | --------------------------------------------------- | --------------------------------------------------- | --------------------------------------------------- | --------------------------------------------------- | --------------------------------------------------- | --------------------------------------------------- | --------------------------------------------------- | --------------------------------------------------- | --------------------------------------------------- |
| Temperatura máxima recorde (°C)                                                                                          | 36,6                                                | 35,2                                                | 34,9                                                | 33                                                  | 32                                                  | 32,2                                                | 31,5                                                | 33,6                                                | 37                                                  | 37,5                                                | 38                                                  | 35,4                                                | 38                                                  |
| Temperatura máxima média (°C)                                                                                            | 27,9                                                | 28,6                                                | 27,8                                                | 26,4                                                | 25                                                  | 24                                                  | 23,7                                                | 25,1                                                | 26,6                                                | 27,4                                                | 27,1                                                | 27,4                                                | 26,4                                                |
| Temperatura média compensada (°C)                                                                                        | 22,1                                                | 22,3                                                | 22                                                  | 20,6                                                | 18,7                                                | 17,1                                                | 16,8                                                | 17,7                                                | 19,6                                                | 21,1                                                | 21,4                                                | 21,9                                                | 20,1                                                |
| Temperatura mínima média (°C)                                                                                            | 17,9                                                | 17,7                                                | 17,8                                                | 16,4                                                | 14                                                  | 11,9                                                | 11,7                                                | 11,9                                                | 14                                                  | 16,1                                                | 17,2                                                | 17,9                                                | 15,4                                                |
| Temperatura mínima recorde (°C)                                                                                          | 10,8                                                | 11,6                                                | 11,7                                                | 9,8                                                 | 3,1                                                 | 4                                                   | 3,6                                                 | 5,2                                                 | 5,5                                                 | 8,8                                                 | 9,7                                                 | 12,1                                                | 3,1                                                 |
| Precipitação (mm) | 185,9                                               | 104,3                                               | 135,7                                               | 46,9                                                | 12,9                                                | 4,1                                                 | 5,8                                                 | 8                                                   | 24,3                                                | 98,7                                                | 222,5                                               | 227                                                 | 1 076,1                                             |
| Dias com precipitação (≥ 1 mm)                                                                                           | 13                                                  | 8                                                   | 10                                                  | 5                                                   | 2                                                   | 1                                                   | 2                                                   | 2                                                   | 3                                                   | 6                                                   | 14                                                  | 16                                                  | 82                                                  |
| Umidade relativa compensada (%)                                                                                          | 80,6                                                | 78,7                                                | 81,5                                                | 81,4                                                | 81,1                                                | 79,8                                                | 78,2                                                | 72,2                                                | 70,8                                                | 72                                                  | 79,1                                                | 81,4                                                | 78,1                                                |
| Insolação (h) | 162,8                                               | 184,8                                               | 168,2                                               | 181,1                                               | 185,1                                               | 194                                                 | 177,2                                               | 202,4                                               | 174,8                                               | 168,2                                               | 143,3                                               | 145,5                                               | 2 078,1                                             |
| Fonte: INMET (normal climatológica de 1981-2010; recordes de temperatura: 11/06/1962 a 31/12/1988 e 01/01/1991-presente) |                                                     |                                                     |                                                     |                                                     |                                                     |                                                     |                                                     |                                                     |                                                     |                                                     |                                                     |                                                     |                                                     |

## Distritos

### Contrato
Distante a pouco mais de 20 km da Sede do Município, o distrito tem o agronegócio como atividade econômica. Um dos principais anseios de sua população e a pavimentação asfáltica da rodovia que liga Itamarandiba/Aricanduva e que passa pelo distrito, o que de fato é uma obra emergencial.

### Padre João Afonso
Distante cerca de 37 km da sede municipal, está localizado às margens do Rio Itamarandiba, próximo ao Parque Estadual da Serra Negra e tem a pecuária como atividade geradora de empregos. A proximidade à unidade de conservação, pode futuramente fomentar o turismo solidário e o comércio do simpático distrito.

### Penha de França
O tricentenário Distrito de Penha de França já foi, no passado, pertencente à comarca de Diamantina. Fundado por franceses e alemães, sua história possui intimas ligações com o trajeto de tropeiros e a exploração mineral. O Distrito, moldurado pela Serra do Espinhaço, reúne características do período colonial brasileiro, além de Cachoeiras, o Sítio Arqueológico de Campos da Flores - Sinais Rupestres, religiosidade e clima de montanha. O Distrito atrai pesquisadores de vários lugares do mundo, devido à variedade de espécies vegetais endêmicas. Uma das grandes figuras brasileiras que visitou o distrito, foi o mártir da Inconfidência Mineira, Tiradentes, que se hospedou no distrito por 60 (sessenta) dias.

### Santa Joana
A localidade, próxima à sede municipal, foi elevada à categoria de Distrito em data recente, e está localizada nas margens da MG-117 e do Rio Itamarandiba. O distrito tem ao centro a Igreja de Nossa Senhora, de mesmo nome, e possui vista privilegiada para o Parque Estadual da Serra Negra. As pastagens e a Mata Atlântica, com as exuberantes palmeiras Indaiá, dominam a paisagem. Devido sua localização privilegiada, o distrito, se apresenta como um atrativo ao desenvolvimento de atividades ecoturísticas: próximo à cinematográfica Serra Negra, na Serra do Espinhaço, a paisagem é exuberante, de fácil acesso e com grande potencial ocioso, muito breve, atividades conscientes podem revelar ganhos para a comunidade local.

## Economia
Em 1974, Aloísio Pavie terminava uma grande plantação de café na fazenda da família, na cidade de Itamarandiba, quando foi procurado pelo diretor da companhia Acesita, Alderico Rodrigues de Paula, que propôs comprar aquelas terras, justificando a grande gleba em um só módulo (5.430 hes e 40 ares) naquela região do Norte de Minas Gerais. Assim, a fazenda da família Pavie foi vendida em 11 de abril de 1974 e nela foram plantados milhares de eucaliptos antes do fim daquele ano. Hoje, Itamarandiba é um dos pólos de silvicultura no país.
De acordo com a Secretaria de Estado da Agricultura, Instituto Mineiro de Agropecuária-IMA, o município é um dos principais produtores de mudas de eucalipto do estado, com produção superior a 30 milhões de mudas por ano. Já o IBGE aponta a elevada produção de carvão vegetal em Itamarandiba, o que o coloca entre os principais municípios brasileiros na produção deste subproduto. Além da eucaliptocultura, a agricultura familiar possui papel fundamental ao desenvolvimento do município. Assim a agropecuária, a agricultura familiar, a silvicultura, a apicultura, o comércio e a prestação de serviços formam a base de sua economia.
Itamarandiba é uma das cidades que se desenvolve nessa região, o que a torna um atrativo a novos investimentos. Importante âncora para os municípios vizinhos do Alto Jequitinhonha e Bacia do Rio Suaçuí (Vale do Rio Doce), o município se destaca pela crescente prestação de serviços públicos e do comércio, em franco desenvolvimento. Considerada uma das 80 novas cidades emergentes de Minas Gerais pelo BDMG, sua economia é impulsionada pela eucaliptocultura, agropecuária, sendo detentor do principal rebanho bovino do Alto Jequitinhonha, além da agricultura familiar. No índice FIRJAN de desenvolvimento o município tem apresentado desenvolvimento crescente nos principais indicadores, tendo alcançado o índice de desenvolvimento moderado.

## Figuras ilustres
- Délio Malheiros
- Geraldo Vieira Gusmão
- Isabelly Morais
- Takão
- Vicente Fernandes Guabiroba

## Cultura

### Arquitetura
Sua arquitetura de inspiração portuguesa é secular e, infelizmente, vem sendo lentamente descaracterizada por demolições e construções de estilo moderno. A cidade de Itamarandiba tem conquistado ao longo dos anos,boa infraestrutura urbana, entretanto carece da realização de obras cruciais ao desenvolvimento urbano, humano e da organização espacial.
São representativos da arquitetura colonial, Casarões da Rua Padre João Afonso, Largo do Souza, Rua Tiradentes, Igreja de Nossa Senhora do Rosário, na Praça Dr. Alphonso Pavie, entre outros imóveis na região central da cidade, assim como outros em diferentes localidades do município.

#### Igrejas
O município de Itamarandiba abriga belos templos. A Igreja de Nossa Senhora do Rosário está localizada no centro da cidade e cria um belo cenário com a vegetação e a nascente do córrego bexiga, quando vista a partir da Praça da Matriz. A Igreja de Nossa Senhora da Penha, no Distrito de Penha de França, chama a  atenção pelo belíssimo altar e pela fachada.
A Igreja Matriz de São João Batista sofreu um incêndio em abril de 1999, quando foi totalmente devastada pelas chamas ao longo de quatro dias, tendo a causa do incêndio atribuída a um curto circuito na rede elétrica que teria começado no altar mor. A construção em estilo barroco contava com mais de 234 anos e era a mais imponente edificação da cidade. A nova Matriz de Itamarandiba, foi construída no mesmo local. A população itamarandibana sente-se indignada pelo incidente, uma vez que o município com mais de 30 mil habitantes já deveria contar com uma OBM do corpo de bombeiros.[carece de fontes?] São João Batista é o padroeiro municipal.
Outros templos católicos na cidade são as igrejas de São Sebastião, do Bom Jesus, de Santa Luzia e a de São Cristóvão, esta última edificada pela comunidade  do Bairro Florestal como homenagem das centenas de caminhoneiros do município.
Na Cidade, também há um centro espírita, um salão do reino e diversos templos evangélicos (sobretudo pentecostais e neopentecostais).

### Turismo
Itamarandiba é um dos municípios integrantes do Circuito das Pedras Preciosas e pleiteia sua integração à Estrada Real, tendo em vista seu pertencimento histórico. O município possui grande potencial turístico ocioso. O evento anual "Expoita", Exposição Agropecuária de Itamarandiba, é considerado uma das maiores festas da região, sempre realizada no Parque de Exposições do município, cujo espaço tem sofrido reparos a cada evento e sido palco de apresentações de celebridades da música sertaneja como Daniel, Chitãozinho e Xoróro, Zezé di Camargo & Luciano, Gusttavo Lima, entre outros, reunindo grande público e mostras empresariais.
A paixão declarada dos itamarandibanos pelas motos reflete nos grandes eventos do gênero realizados na cidade. A primeira localidade do Vale do Jequitinhonha, Itamarandiba possui 336 anos e historiografia peculiar, apresentando um rico calendário de manifestações culturais como a Festa de Nossa Senhora do Rosário dos Homens Pretos, encenações da Semana Santa, Corpus Christi, entre outras de valor histórico e religioso. Itamarandiba também promove um dos melhores carnavais da região, que movimenta a cidade e atrai visitantes de várias cidades vizinhas.
O distrito de Penha de França, de ricas tradições religiosas e da bela culinária local, é um atrativo que merece ser visitado. Itamarandiba tem buscado implementar ações, sobretudo para desenvolver seu potencial turístico ecológico e de negócios. A cidade brinda o visitante com o que tem de melhor: a simplicidade, rusticidade, as belas paisagens e a prosa acolhedora dos mineiros.

### Prospecção nacional
O topônimo de origem Tupi, "Itamarandiba", permitiu que o nome da cidade lograsse reconhecimento ao longo do país. O que, também para isto, se soma é a sua história ligada a Fernão Dias Paes, remontando ao Século XVII, e sua localização numa das regiões mais pobres do país: o Vale do Jequitinhonha. Cooperam para sua prospecção contemporânea a canção "Itamarandiba" de Milton Nascimento e Fernando Brant, a produção mineral, o artesanato e o desenvolvimento tecnológico de referência nacional para a pesquisa e produção florestal.
Já nos últimos anos, a internet e a TV aberta tornaram mais conhecido o município. Houve divulgação dos serviços prestados às crianças carentes pelo Centro Social Mali Martin na Rede Globo através do Criança Esperança  além de reportagens da Rede Record sobre personalidades e curiosidades itamarandibanas, com destaque para o "papagaio cantor" conhecido como Fred, que também foi destaque no Pânico na Band  e na internet. Blogs de humor, como o AhNegão!, divulgaram um vídeo  que mostra um pequeno galo garnizé driblando um grupo de pessoas que falhavam na tentativa de capturá-lo nos fundos do Mercado Municipal, conseguindo consideráveis visualizações pelo globo. Já em 2014, durante o concurso Miss Minas Gerais, a modelo itamarandibana (e Miss Itamarandiba no mencionado ano) Lithielen Milenn foi eleita Miss Simpatia pelas demais concorrentes, sendo a única a receber uma premiação especial no ano.

### Feira de Itamarandiba
Ponto de encontro do itamarandibano, a tradicional e secular Feira de Itamarandiba é sempre realizada aos sábados, reunindo a comunidade itamarandibana e a de diferentes municípios da região. O Mercado Municipal, que atualmente passa pela ampliação de suas instalações, está localizado na principal praça da cidade, a Praça dos Agricultores; considerada uma das principais feiras populares do nordeste mineiro, os produtos comercializados são, na sua maioria, oriundos da agricultura familiar além da diversidade de produtos do cerrado e de espécimes da Mata Atlântica. O artesanato do Vale do Jequitinhonha é também atração no local. Atualmente Itamarandiba conta com a Feira do Artesanato, também conhecida como Forró dos Velhos, realizada toda quinta-feira e contando com típicos artesanatos e culinária caseira, além de muita música e alegria. Anteriormente, o Mercado da cidade era na Praça do Mercado Velho, mas a infelicidade de políticas no período do regime militar, levou à demolição do mercado edificado em estilo barroco e em planta similar ao atual mercado da cidade de Diamantina.

### Culinária
A Culinária é tradicionalmente mineira e remonta suas características do Período Colonial. São pratos comuns o tropeiro, a costelinha de porco com angu, a canjiquinha, o frango com quiabo, além de frutos do Cerrado como o pequi, sendo possível apreciá-los em diversos pontos da cidade.
Como é comum no interior de Minas, o fogão à lenha, o pão de queijo e o cafezinho estão presentes em Itamarandiba, aliados à hospitalidade.